# دنيس ريتشاردز
دنيس ريتشاردز (بالإنجليزية: Denise Richards)‏ ممثلة أمريكية من مواليد 17 فبراير 1971.

## سيرة شخصية
ولدت ريتشاردز في داونرز جروف ، إلينوي نشأت في كل من داونرز جروف وموكينا في إلينوي ولها أخت صغيرة اسمها ميشيل. والدها جوني صاحب مقهى ، وإيرف ريتشاردز مهندسة هاتف توفيت بسبب السرطان في نوفمبر 2007. عندما كانت ريتشاردز تبلغ من العمر 15 عامًا انتقلت عائلتها إلى أوشنسايد ، كاليفورنيا. في عام 1989 تخرجت من مدرسة الكامينو الثانوية . تم التصويت عليها كأفضل مظهر في كتابها السنوي للمدرسة الثانوية. نشأت ريتشاردز على الروم الكاثوليك . بعد تخرجها من المدرسة الثانوية ، بدأت العمل كعارضة أزياء وسافرت إلى مدن مثل باريس ونيويورك وطوكيو لالتقاط الصور والإعلانات التجارية.

## أعمال

### أفلام
- دروب ديد غورجيس (1999)

## مواقع خارجية
- دنيس ريتشاردز على موقع IMDb (الإنجليزية)
- دنيس ريتشاردز على موقع روتن توميتوز (الإنجليزية)
- دنيس ريتشاردز على موقع ألو سيني (الفرنسية)
- دنيس ريتشاردز على موقع ميوزك برينز (الإنجليزية)
- دنيس ريتشاردز على موقع أول موفي (الإنجليزية)
- دنيس ريتشاردز على موقع بوكس أوفيس موجو (الإنجليزية)
- دنيس ريتشاردز على موقع قاعدة بيانات الأفلام السويدية (السويدية)
- دنيس ريتشاردز على موقع إن إن دي بي (الإنجليزية)
- دنيس ريتشاردز على موقع قاعدة بيانات الفيلم (الإنجليزية)
- دنيس ريتشاردز على موقع كينوبويسك (الروسية)